# Kastell Vyšehořovice

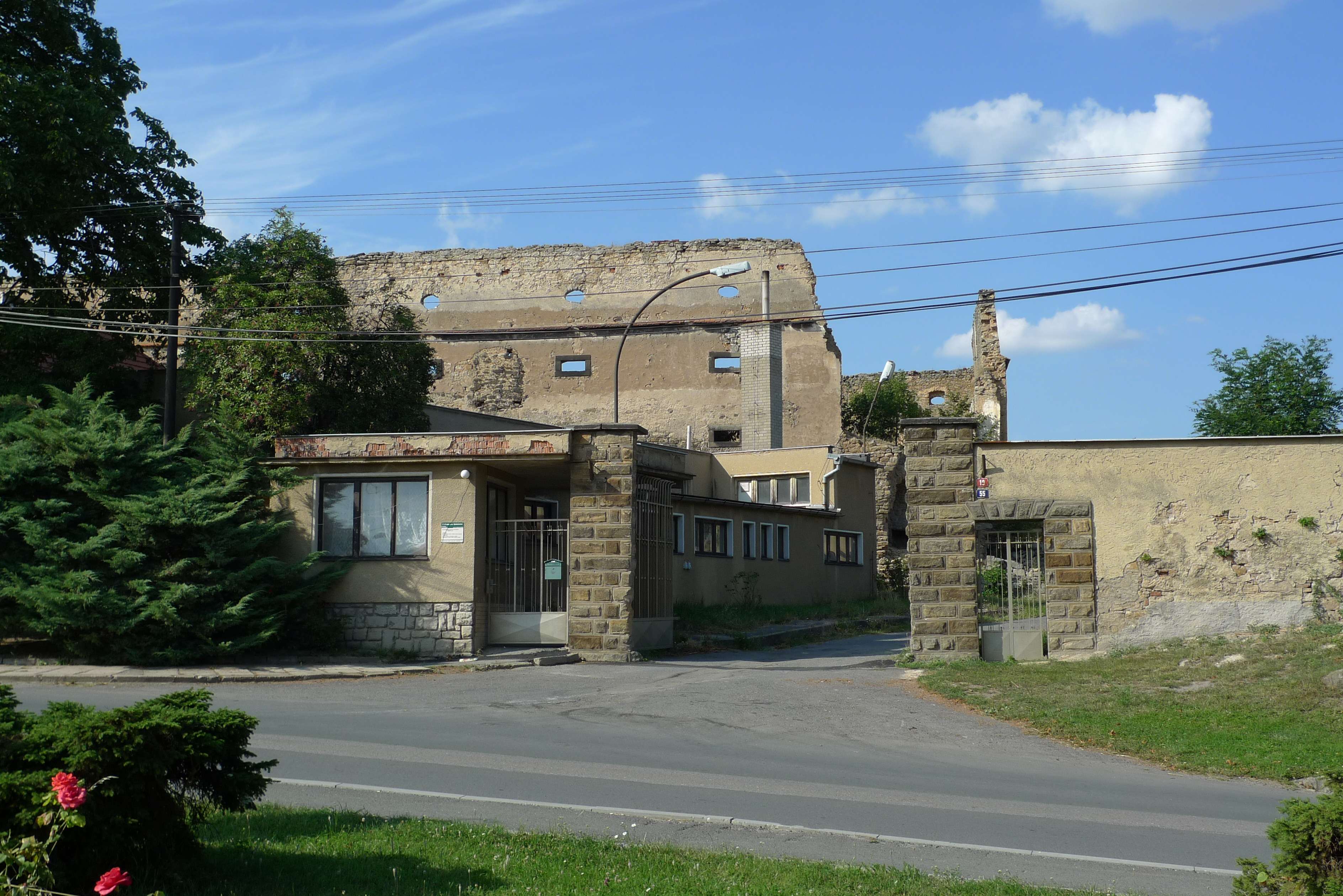
Kastell Vyšehořovice

Die Ruine des Kastells Vyšehořovice (tschechisch tvrz Vyšehořovice) befindet sich in der Gemeinde Vyšehořovice im Okres Praha-východ in Tschechien. Das einsturzgefährdete Bauwerk gehört zu den bedeutendsten Baudenkmälern im Středočeský kraj.

## Geschichte
Die Kastellburg entstand in der zweiten Hälfte des 13. Jahrhunderts auf einem dem Kollegiatskapitel auf dem Vyšehrad gehörigen Vorwerkshof nördlich der Kirche St. Martin. Im 14. Jahrhundert wurde das Vorwerk Sitz einer Vladikenherrschaft, als deren erster nachweislicher Besitzer in der Zeit zwischen 1335 und 1346 Havel von Vyšehořovice überliefert ist. Im 15. Jahrhundert gehörte das Kastell Prager Patriziern und wurde 1524 durch die Prager Neustadt und Altstadt gemeinschaftlich erworben. Nach dem Anschluss der Güter an die Kronherrschaft Přerov nad Labem verlor das Kastell ab 1547 seine Funktion als Residenz und diente als Wirtschaftshof. Bis in die zweite Hälfte des 17. Jahrhunderts war das Kastell noch bewohnt.

## Bauliche Anlagen
Das 30 m × 40 m lange und von einer hohen Mauer umgebene Kastell wurde zu Beginn des 15. Jahrhunderts errichtet. Es wurde von einem quadratischen dreigeschossigen Turm überragt und bestand aus einem mehrgeschossigen Wohnpalas und Wirtschaftsgebäuden. Im 16. Jahrhundert erfolgte ein Umbau der Anlage im Renaissancestil, dabei entstand auch die Attika.
Ab dem 17. Jahrhundert wurde die Anlage dem Verfall preisgegeben. Aus dem Jahre 1693 ist überliefert, dass der Turm als Kornspeicher diente und im Parterre Federvieh gehalten wurde. Wie aus einem Stich von Franz Alexander Heber aus dem Jahre 1843 ersichtlich ist, war der Turm im 19. Jahrhundert bereits zur Hälfte eingefallen. Im Laufe des 20. Jahrhunderts kam es zum Einsturz größerer Abschnitte der Außenmauern. Vom Turm ist nur noch der Stumpf erhalten.
Das heute zu einem privaten Wirtschaftshof gehörende Kastell ist nicht zugänglich. Wegen der fehlenden Bedachung schreitet der Verfall weiter voran und durch den Besitzer erfolgen keinerlei Sicherungsarbeiten an der maroden Bausubstanz.